# 新五里
新五里（シノリ）は、朝鮮民主主義人民共和国平安北道雲田郡にある里。

## 概要
「新五里ミサイル開発拠点」がある。2019年1月21日、戦略国際問題研究所（CSIS）は北朝鮮が未公表のミサイル基地があることを特定した。